# Rydzyna (gromada)
Rydzyna – dawna gromada, czyli najmniejsza jednostka podziału terytorialnego Polskiej Rzeczypospolitej Ludowej w latach 1954–1972.
Gromady, z gromadzkimi radami narodowymi (GRN) jako organami władzy najniższego stopnia na wsi, funkcjonowały od reformy reorganizującej administrację wiejską przeprowadzonej jesienią 1954 do momentu ich zniesienia z dniem 1 stycznia 1973, tym samym wypierając organizację gminną w latach 1954–1972.
Gromadę Rydzyna z siedzibą GRN w mieście Rydzynie (nie wchodzącym w skład gromady) utworzono – jako jedną z 8759 gromad na obszarze Polski – w powiecie leszczyńskim w woj. poznańskim, na mocy uchwały nr 28/54 WRN w Poznaniu z dnia 5 października 1954. W skład jednostki weszły obszary dotychczasowych gromad Moraczewo i Tarnowałąka ze zniesionej gminy Rydzyna oraz miejscowość Kłoda z miasta Rydzyna w tymże powiecie. Dla gromady ustalono 15 członków gromadzkiej rady narodowej.
1 stycznia 1960 do gromady Rydzyna włączono obszary zniesionych gromad Dąbcze i Kaczkowo w tymże powiecie.
1 lipca 1968 do gromady Rydzyna włączono miejscowość Nowawieś ze zniesionej 3 dni później gromady Kąkolewo w tymże powiecie.
4 lipca 1968 do gromady Rydzyna włączono miejscowości Przybin i Robczysko ze zniesionej gromady Pawłowice w tymże powiecie.
1 stycznia 1970 do gromady Rydzyna włączono 960,73 ha z miasta Rydzyna w tymże powiecie, natomiast 8,96 ha (część wsi Kłoda) z gromady Rydzyna włączono do miasta Rydzyna.
Gromada przetrwała do końca 1972 roku, czyli do kolejnej reformy gminnej. 1 stycznia 1973 w powiecie leszczyńskim reaktywowano gminę Rydzyna.